# Autostrady i drogi ekspresowe w Słowenii
     Odcinki istniejące
     Odcinki w budowie
     Odcinki planowane

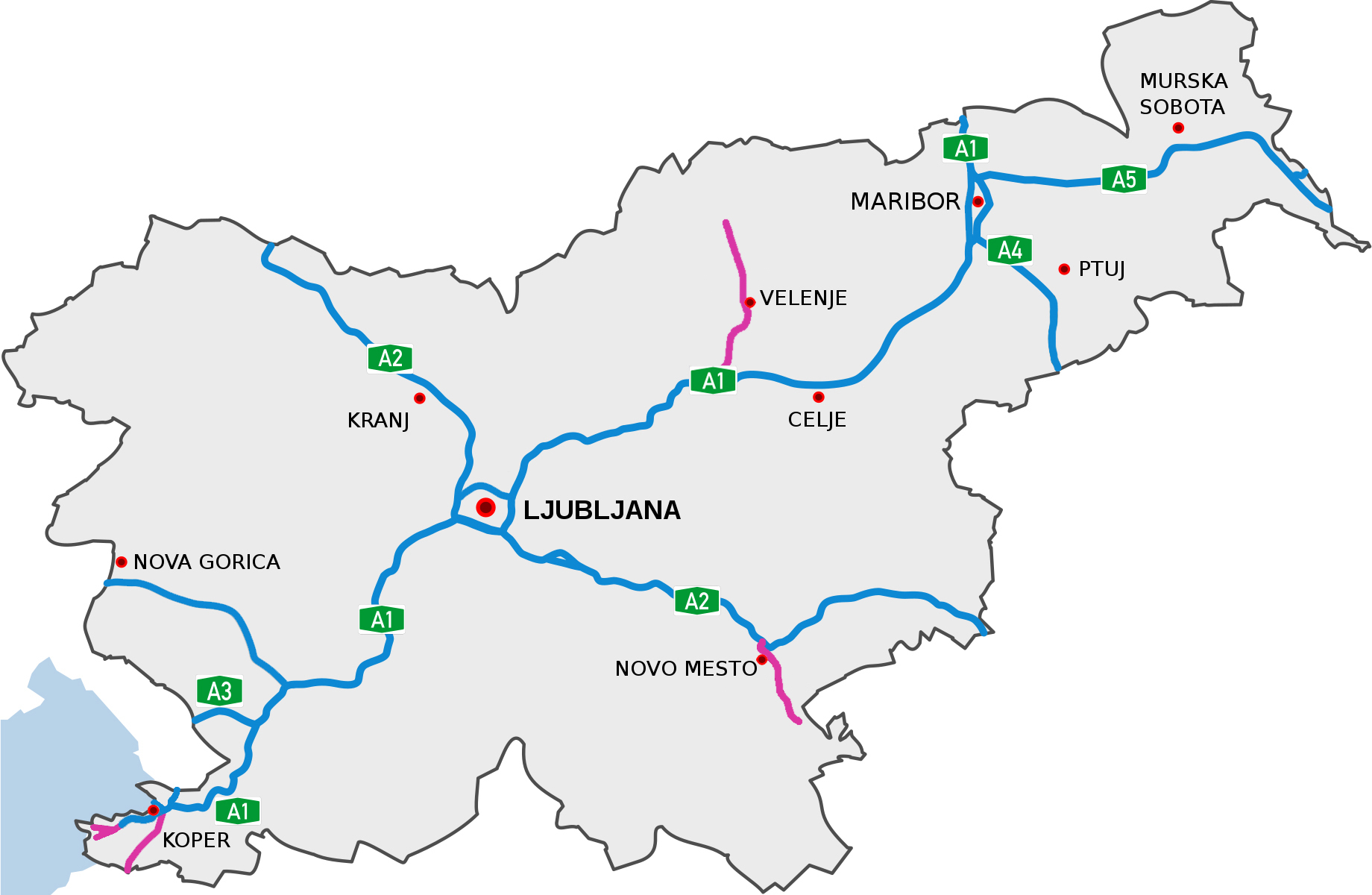
Plan sieci autostrad i dróg ekspresowych w Słowenii
(stan na 31 sierpnia 2020):
Odcinki istniejące
Odcinki w budowie
Odcinki planowane

Sieć autostrad i dróg ekspresowych w Słowenii składa się obecnie z pięciu autostrad (słoweń. Avtoceste) o łącznej długości 540,7 kilometrów oraz sześciu dróg ekspresowych (słoweń. Hitre ceste) o łącznej długości 70,2 kilometrów (stan na 31 grudnia 2018). Docelowo, łączna długość dwujezdniowych dróg ekspresowych wynosić ma 91,1 kilometrów.
Na słoweńskich autostradach obowiązuje ograniczenie prędkości do 130 km/h, a na drogach ekspresowych – do 100 km/h.
Wszystkie autostrady w Słowenii posiadają dwie odseparowane od siebie jezdnie, po dwa pasy ruchu i po jednym pasie awaryjnym na każdej jezdni. Słoweńskie drogi ekspresowe różnią się od tamtejszych autostrad brakiem pasa awaryjnego postoju. Zarówno autostrady, jak i drogi ekspresowe posiadają bezkolizyjne skrzyżowania w postaci węzłów drogowych.
29 grudnia 1972 otwarto pierwszy odcinek autostrady w obecnej Słowenii (wówczas Socjalistycznej Republice Słowenii), a był nim 30,1-kilometrowy fragment A1, pomiędzy węzłami Vrhnika i Postojna. Stanowił on ponad 15% – z liczącej 198,40 km – infrastruktury autostradowej w ówczesnej Jugosławii (zobacz: Autostrada Braterstwo i Jedność). W latach 1974–1991 wybudowano jeszcze 17 odcinków bezkolizyjnych dróg dwujezdniowych o łącznej długości 157,7 km (były to fragmenty obecnych: A1, A2, H2, H3, H4), dlatego z chwilą powstawania niepodległego państwa Słowenia posiadała 187,8 km dróg tego typu.
Zarządcą i operatorem wszystkich autostrad oraz dróg ekspresowych w Słowenii jest – utworzony 7 grudnia 1993 – DARS d.d. (słoweń. Družba za avtoceste v Republiki Sloveniji), który w 1994 rozpoczął projektowanie i budowę kolejnych odcinków bezkolizyjnych dróg dwujezdniowych.

## Autostrady
| Tabliczka | Nr | Przebieg                                                                                                   | Długość  | Zbudowano | W budowie |
| --------- | -- | --- | -------- | --------- | --------- |
| A1        | A1 | granica z Austrią (Šentilj v Slovenskih goricah) – Maribor – Celje – Ljubljana – Postojna – Koper (Dekani) | 241,4 km | 241,4 km  | –         |
| A2        | A2 | granica z Austrią (Tunel Karawanki) – Kranj – Ljubljana – Novo mesto – granica z Chorwacją (Obrežje)       | 173,0 km | 173,0 km  | 3,546 km  |
| A3        | A3 | Divača (A1) – granica z Włochami (Fernetiči)                                                               | 11,7 km  | 11,7 km   | –         |
| A4        | A4 | Slivnica k. Mariboru (A1) – Ptuj – granica z Chorwacją (Zgornje Gruškovje)                                 | 33,7 km  | 33,7 km   | –         |
| A5        | A5 | Dragučova k. Mariboru (A1) – Murska Sobota – granica z Węgrami (Pince)                                     | 80,9 km  | 80,9 km   | –         |

Planowana jest jeszcze budowa autostrady A6 relacji Postojna (A1) / Divača (A1) – granica z Chorwacją (Jelšane).

## Drogi ekspresowe
| Tabliczka | Nr | Przebieg                                                                                 | Długość  | Zbudowano | W budowie |
| --------- | -- | ---------------------------------------------------------------------------------------- | -------- | --------- | --------- |
| H3        | H3 | Północna Obwodnica Lublany                                                               | 8,1 km   | 8,1 km    | –         |
| H4        | H4 | Razdrto (A1) – Ajdovščina – Nova Gorica – granica z Włochami (Vrtojba)                   | 40,9 km  | 40,9 km   | –         |
| H5        | H5 | granica z Włochami (Škofije) – Dekani (A1) – Koper (H6) – granica z Chorwacją (Dragonja) | 15,1 km  | 7,8 km    | –         |
| H6        | H6 | Koper (H5) – Izola – Lucija                                                              | ~13,6 km | 6,0 km    | 4,38      |
| H7        | H7 | Dolga vas (A5) – granica z Węgrami                                                       | 3,5 km   | 3,5 km    | –         |

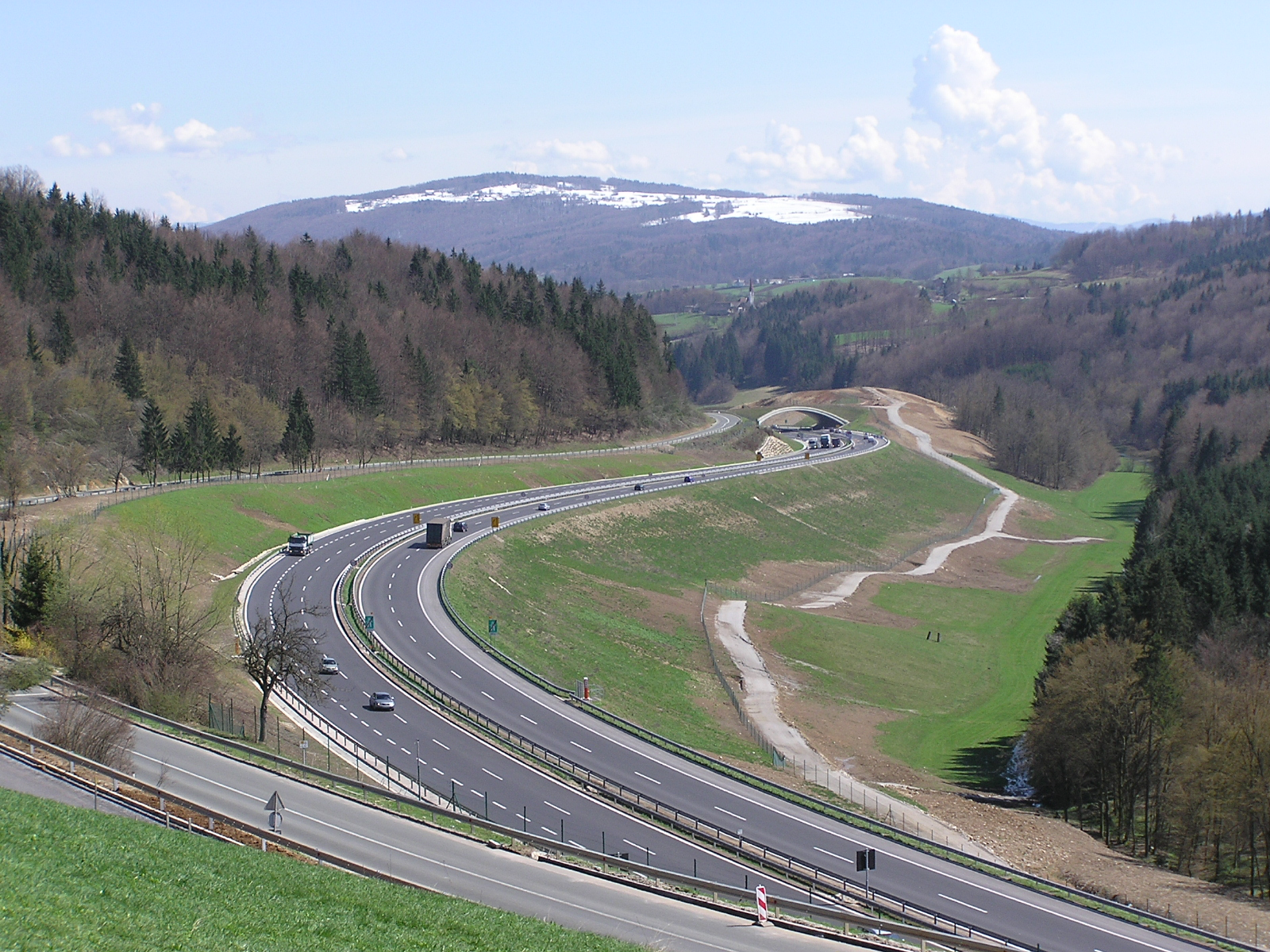
Autostrada A2.

Do 30 czerwca 2010 formalnie funkcjonowała również droga ekspresowa H1 (tego dnia ostatni odcinek H1 z Trebnje do Hrastje został zastąpiony przez nowo otwarty fragment autostrady A2). Obecnie cały dawny ciąg H1 stanowi drogę regionalną.
Do 31 grudnia 2019 formalnie funkcjonowała również droga ekspresowa H2, która 1 stycznia 2020 została przeklasyfikowana, stając się częścią drogi regionalnej R2-430, liczącej od tego dnia 68 km.
Planowana jest jeszcze budowa pięciu innych dróg ekspresowych:
| Hitra cesta | Postojna (A1) – Ilirska Bistrica – granica z Chorwacją (Jelšane)              |
| Hitra cesta | Divača (A1) – Ilirska Bistrica                                                |
| Hitra cesta | Žalec – Velenje – Slovenj Gradec – Dravograd                                  |
| Hitra cesta | Novo mesto – Tunel Gorjanci – Semič – Črnomelj – granica z Chorwacją (Vinica) |
| Hitra cesta | Slovenska Bistrica (A1) – Pragersko – Draženci (A4) – Ptuj – Ormož            |

### Dawne drogi ekspresowe
| Tabliczka | Nr | Przebieg                                        | Długość | Zbudowano | Obecnie          |
| --------- | -- | ----------------------------------------------- | ------- | --------- | ---------------- |
| H1        | H1 | Tunel Karawanki – granica z Chorwacją (Obrežje) | –       | –         | Drogi regionalne |
| H2        | H2 | Pesnica (A1) – Maribor – Slivnica (A1 / A4)     | 7,3 km  | 7,3 km    | R2-430           |

## Opłaty

### DMC do 3,5 t
Od 1 lipca 2008 przejazd słoweńskimi autostradami i drogami ekspresowymi - z wyjątkiem niewielkich odcinków - każdym pojazdem jest płatny. Do 31 grudnia 2021 w przypadku motocykli, samochodów osobowych oraz karawanów (poniżej 3,5 t) opłatę za przejazd należało uiścić poprzez zakup i naklejenie winiety, zaś od 1 stycznia 2022 obowiązek ten odbywa się wyłącznie poprzez nabycie elektronicznej winiety (e-winiety). Winiety te są zróżnicowane dla różnych typów pojazdów (tzw. klas), a także okresu ważności. Klasę 1 stanowią motocykle o śladzie nie szerszym niż 50 cm. Klasa 2A to samochody osobowe, motocykle dwuśladowe oraz pojazdy kempingowe (kampery) o dopuszczalnej masie całkowitej (dmc) poniżej 3,5 tony i wysokości poniżej 1,3 metra (mierzonej nad przednią osią). Wprowadzona 1 grudnia 2013 klasa 2B obejmuje pojazdy o wysokości powyżej 1,3 metra (mierzonej nad przednią osią), których dopuszczalna masa całkowita jest niższa niż 3,5 tony. Winiety 2A oraz 2B uprawniają do ciągnięcia przyczepy (np. campingowej) o ile dmc całego zestawu nie przekracza 3,5 tony.
Od 2009 r. sprzedawane są następujące winiety: tygodniowa (ważna do północy 7. dnia, wliczając dzień zakupu jako pełny), miesięczna i roczna. Przez sześć miesięcy 2008 r. dostępne były tylko winiety półroczne (obecnie dostępne wyłącznie dla motocykli) i roczne, co spotkało się ze sprzeciwem Unii Europejskiej.
Dodatkowo płatny jest przejazd jednojezdniowym Tunelem Karawanki (słoweń. Predor Karavanke), zlokalizowanym w ciągu autostrady A2 przy granicy z Austrią (kontynuacja A11 Karawanken Autobahn). Do czerwca 2025 r. planowane jest ukończenie równoległego tunelu z drugą jezdnią o długości 3,546 km (jego budowę rozpoczęto 18 września 2018).

### DMC powyżej 3,5 t
Do 31 marca 2018 opłaty od kierowców pojazdów o dmc powyżej 3,5 tony pobierane były przy użyciu kart DARS w punktach poboru opłat ABC, znajdujących się w ciągach autostrad lub stacjach poboru opłat na łącznicach zjazdowych z autostrad.
Od 1 kwietnia 2018 opłaty drogowe pobierane są poprzez elektroniczny system DarsGo, obsługiwany przez DARS d.d. Wszystkie tego typu pojazdy muszą być zarejestrowane w systemie i wyposażone w urządzenie DarsGo (zostaje na nich zapisany numer rejestracyjny danego pojazdu oraz jego klasa emisji EURO). Urządzenia tego nie można przenosić z pojazdu do pojazdu. System DarsGo nalicza samodzielnie opłatę na podstawie przejechanego dystansu.
Podobnie, jak w przypadku pojazdów o dmc poniżej 3,5 tony, dodatkowo płatny jest przejazd Tunelem Karawanki.